# Verein der Zuckerindustrie
Der Verein der Zuckerindustrie (VdZ) mit Sitz in Berlin ist der Zusammenschluss der Zucker herstellenden Unternehmen in Deutschland.

## Geschichte
Als ältester Industrieverband Deutschlands wurde er unter dem Namen Verein für die Rübenzuckerindustrie im Deutschen Zollverein von 85 Rübenzuckerfabriken am 1. September 1850 in Magdeburg gegründet, dessen erster Vorsitzender Karl Joachim Jacob Hennige war. Am 5. April 1852 folgte seitens der Zuckerraffinerien für Rohrzucker die Gründung eines Vereins der Raffinadeure im Zollverein und in Hannover, dessen erster Vorsitzender Eduard Joest war. Die Organisation der Rübenzuckerindustrie benannte sich 1873 in Verein für die Rübenzuckerindustrie des Deutschen Reichs um und fusionierte später mit dem vormaligen Verein der Raffinadeure zum heutigen Verein der Zuckerindustrie, der zeitweise seinen Sitz in Hannover hatte. Hauptgeschäftsführer von Verein der Zuckerindustrie und Wirtschaftliche Vereinigung Zucker in Bonn war ab 1975 der promovierte Diplom-Landwirt Konrad Dankowski (* 1923). Im Jahr 2018 zog der VdZ von Bonn nach Berlin um.

## Profil
Der Verein der Zuckerindustrie nimmt nach eigenen Angaben neben seiner Funktion als Arbeitgeberverband die Interessen des Wirtschaftszweiges insbesondere im Futtermittelrecht, im Lebensmittelrecht und der Ernährung, im Steuerrecht, bei der Umwelt- und Sicherheitstechnik sowie der Förderung der Forschung zu Anbau und Verarbeitung von Zuckerrüben wahr.
Von 1851 bis 1944 gab der Verein die Zeitschrift des Vereins der Deutschen Zuckerindustrie heraus.